# J. Cole
J. Cole, właśc. Jermaine Lamarr Cole (ur. 28 stycznia 1985 we Frankfurcie nad Menem) – amerykański raper i producent muzyczny. Aktywny na scenie muzycznej od 2007 roku. W 2009, jako pierwszy artysta, dołączył do wytwórni Roc Nation. Jednak dopiero dwa lata później ukazał się jego debiutancki album zatytułowany Cole World: The Sideline Story. Odniósł sukces, zadebiutował na najwyższym miejscu notowań Billboard 200 i Top R&B/Hip-Hop Albums. Uzyskał wynik 217.000 egzemplarzy w pierwszym tygodniu. Otrzymał nominację w kategorii Best New Artist, czyli "najlepszego nowego artysty", na 54. gali rozdania Grammy. 18 czerwca 2013 ukazał się drugi studyjny album rapera zatytułowany Born Sinner z którego pochodzą single takie jak Power Trip, Crooked Smile, She Knows i Forbidden Fruit.

## Życiorys

### Młodość i początki kariery
Cole urodził się 28 stycznia 1985 roku. Ojciec rapera służył w Armii Stanów Zjednoczonych. Mając niecały rok, przeniósł się do Fayetteville, gdzie był wychowywany bez ojca. Uczęszczał do Terry Sanford High School, którą ukończył w 2003 roku. Przeniósł się do Nowego Jorku, do prywatnej uczelni St. John’s University, którą również ukończył, ale z wyróżnieniem.
Z muzyką zetknął się w wieku 13 lat. Wtedy to też zaczął rapować. Dzięki pomocy kuzyna, który przedstawił mu podstawy rymowania, inspirowany Canibusem i Tupakiem Shakurem rozpoczął nagrywanie. W wieku 15 lat miał już kilka tekstów, jednak nie miał warunków do nagrywania. Wtedy to matka zakupiła mu Roland TR-808, by mógł produkować muzykę. Dwa lata później pod pseudonimem "Therapist" – "terapeuta" jego piosenki były dostępne w sieci.
W 2007 roku wydał swój pierwszy mixtape pt. The Come Up, na którym spośród 21 utworów, Cole wyprodukował 14. Wśród producentów znalazł się także Kanye West. Mixtape trwał ponad godzinę.

### 2009–2010: Mixtape’y i gościnne występy
W 2009 roku, raper wydał swój drugi mixtape. Nazwał go The Warm Up. Album zebrał pozytywne recenzje. 21 czerwca jeszcze tego samego roku odbyła się premiera teledysku do pierwszego singla "Who Dat" w programie telewizyjnym 106 & Park. W międzyczasie raper opublikował trzy utwory: "Wet Dreams", "Won't Be Long", i "Never Told", które miały znaleźć się na jego debiutanckim albumie.
12 listopada 2010 r. opublikowano trzeci mixtape zatytułowany Friday Night Lights. Tak jak poprzednie produkcje, tak i ta zebrała poztywne oceny. Od Jacques Morel otrzymał maksymalną liczbę gwiazdek (10 na 10). Gościnnie wystąpili między innymi Drake, Wale, Kanye West czy Big Sean. Natomiast produkcją zajęli się oprócz Cole, to Kanye West, Timbaland czy James Yancey.
W 2009 roku wystąpił u boku Jaya-Z, w piosence "A Star Is Born" pochodzącej z albumu The Blueprint 3. Pojawił się także obok Wale w utworze "Beautiful Bliss", z albumu Attention Deficit. W styczniu 2010, pojawił się u boku Jay Electronica i Mos Defa, duetu Reflection Eternal, w piosence "Just Begun". Gościł na mixtapie May 25th, autorstwa B.o.B, w utworze "Gladiators".

### 2011–2013:Cole World: The Sideline Story
Od 5-21 stycznia 2011 roku występował przed Drakiem, na trasie koncertowej Light Dreams and Nightmares, w Wielkiej Brytanii.
22 maja 2011 r. raper wydał utwór "Return of Simba", będący trzecią częścią serii "Simba", po "Simba" i "Grown Simba". Kilka miesięcy później ukazał się teledysk do pierwszego oficjalnego singla "Work Out". Natomiast 22 sierpnia ukazała się okładka debiutanckiego albumu, zaprojektowana przez Alexa Haldiego. 13 września 2011 r. ukazał się drugi utwór promujący pt. "Can’t Get Enough" w którym gościnnie wystąpił Trey Songz. Dwa tygodnie później ukazał się pierwszy solowy album zatytułowany Cole World: The Sideline Story. Promowany kilkoma singlami odniósł sukces. Zadebiutował na szczycie notowania Billboard 200 ze sprzedażą 218.000 egzemplarzy w pierwszym tygodniu. 2 grudnia 2011 roku, album zyskał wynik 500.000 egzemplarzy, które przyczyniły się do uzyskania statusu złotej płyty. Certyfikat został przyznany przez organizację Recording Industry Association of America. Do maja 2012 r. sprzedano ponad 600.000 kopii albumu. W podstawowej wersji płyty znajduje się 16 utworów, natomiast na iTunes jest ich 18. Wśród gości wystąpili Jay-Z, Missy Elliott, Drake i Trey Songz. Spośród 16 piosenek, 12 sam wyprodukował J. Cole. Raper przy tym korzystał z sampli takich artystów jak: Dexter Wansel, Milton Nascimento, Bone Thugs-n-Harmony, Mariah Carey, Kanye West czy Paula Abdul. Krytycy oceniali album wysoko; David Jeffries z portalu Allmusic ocenił płytę czterema na pięć gwiazdek.

### Od 2014:2014 Forest Hills Drive
15 sierpnia 2014 roku wytwórnia Dreamville wypuściła utwór "Be Free" będący odpowiedzią artysty na incydent mający miejsce 9 sierpnia, w wyniku którego zginął Michaela Brown w Ferguson, Missouri. 16 listopada Cole zapowiedział w wypuszczonym trailerze wideo swój trzeci studyjny album zatytułowany 2014 Forest Hills Drive. Premierę poprzedzało wypuszczenie czterech singli "Apparently", "Wet Dreamz", "No Role Modelz", oraz "Love Yourz". 9 grudnia 2014 wydał trzeci album 2014 Forrest Hills Drive przy udziale wytwórni Dreamville Records, Roc Nation i Columbia Records, za który 31 marca otrzymał platynową płytę. Album tym samym stał się pierwszym od 1989 roku albumem hip-hopowym bez udziału gościnnych nagrań, który zyskał status platynowego.
15 grudnia 2015, Cole wystąpił w dokumencie HBO J. Cole: Road to Homecoming, w którym udział brali również Kendrick Lamar, Wale, Rihanna, Pusha T, Big Sean, Jay-Z i Drake.
Siostra Kendricka Lamara Kayla Duckworth na swoim koncie Instagramowym wspomniała o wspólnym projekcie jej brata z Cole’em, jednak informacja szybko zniknęła z sieci.
W styczniu 2016 pojawił się wywiad Cole’a z reżyserem Ryanem Cooglerem, w którym przez przypadek ujawniono informację, że Cole jest żonaty.

## Dyskografia
- Cole World: The Sideline Story (2011)
- Born Sinner (2013)
- 2014 Forest Hills Drive (2014)
- 4 Your Eyez Only (2016)
- KOD (2018)
- The Off-Season (2021)
- Might Delete Later (2024)